# Aartselaar
Aartselaar è un comune del Belgio di 14 207 abitanti, situato nella provincia fiamminga di Anversa.
Si parla l'olandese.

## Luoghi d'interesse
- Il castello di Cleydael, circondato dall'acqua, risalente in parte al XIV secolo.
- Il castello di Buerstede
- Il Wolffaertshof, risalente al XVI secolo, era originariamente la canonica. Ora è utilizzato come parte del municipio.
- La gogna di Laar, risalente a prima del 1559 e collocata sulla pompa del villaggio nel 1866.
- La chiesa di San Leonardo, le cui parti più antiche risalgono al 1495. Nel 1791 la chiesa fu ampliata con due navate laterali e nel 1858 furono aggiunti i transetti e il coro. La chiesa è sotto tutela dal 1974 per il suo prezioso e ricco interno. Contiene, tra le altre cose, un organo di Egidius-Franciscus Van Peteghem del 1778-1779.
- Il castello di Solhof è costituito da un edificio principale con fossato, pianta rettangolare e tetto a padiglione. A sinistra di questo si trova la casa del custode a forma di L con le scuderie. A destra dell'edificio principale si trova una rimessa per le carrozze.

Il castello è circondato da una cinta muraria con due torri angolari circolari risalenti al 1550 circa. 
Il parco circostante è progettato in stile paesaggistico inglese e comprende diversi alberi monumentali. Gli alberi sono costituiti principalmente da faggio comune, faggio rosso e castagno dolce. Gli alberi più folti sono diversi faggi rossi con circonferenza del tronco superiore a 5 metri. Tra gli alberi di importanza dendrologica figurano un faggio felce (Fagus sylvatica Aspleniifolia), un faggio croco (Fagus sylvatica Cristata) e un tupelo nero (Thuja plicata).

## Amministrazione

### Gemellaggi
- Tangeri